# Međunarodni republikanski institut
Međunarodni republikanski institut (engl. The International Republican Institute - IRI) je neprofitna, nestranačka organizacija osnovana 1983. godine kao UN-ova partnerska organizacija. IRI je djelomično financiran od strane američkog Zastupničkog doma, koji provodi međunarodne političke programe s posebnim naglaskom na poticanje sudjelovanja žena u politici.

## Svrha
Institut se zalaže za napredak, slobodu i demokraciju u svijetu pomažući strankama desnog centra. Cilj IRI-a je da građani sudjeluju u vlasti, te rade na povećanju uloge marginaliziranih skupina u političkom procesu - uključujući žene i mlade.

## Povijest
"Sada ćemo uložiti veliki napor kako bi osigurali najbolje - borbu za slobodu koja uključuje vjeru i hrabrost za sljedeću generaciju. Zbog mira i pravde, kretat ćemo se prema svijetu u kojem svi ljudi na kraju slobodno određuju svoju sudbinu." Te su riječi predsjednika Ronalda Reagana 1982. u govoru pred britanskim parlamentom bili suinspiracija koja je dovela do osnutka IRI-a.
U svom povijesnom govoru, predsjednik Reagan dao je na raspolaganje Ameriku svima onima koji su željeli slobodu i demokraciju u svijetu. Citirajući Opću deklaraciju UN-a o ljudskim pravima, naveo je da "moramo biti nepokolebljivi u uvjerenju da sloboda nije isključiva povlastica rijetkih sretnika, ali je neotuđivo i univerzalno pravo svih ljudskih bića."
Kongres je odgovorio na poziv predsjednika Reagana 1983. godine kada je osnovao "National Endowment for Democracy" kako bi podržali želje demokrata diljem svijeta. Formirana su četiri demokratska instituta za obavljanje ovog posla:
- Međunarodni republikanski institut,
- Nacionalni demokratski institut za međunarodne odnose,
- Centar za međunarodno privatno poduzetništvo,
- američki Centar za međunarodni rad solidarnosti.

U povojima, IRI je posadio sjeme demokracije u Latinskoj Americi. Od završetka Hladnog rata, IRI je proširio svoj doseg podržavanja demokracije i slobode širom svijeta. Međunarodni republikanski institut provodi programe u više od 100 država svijeta.
Upravnim odborom IRI-a je predsjedao američki senator John McCain, uključujući i bivšeg savjetnika za nacionalnu sigurnost Brenta Scowcrofta, bivšeg pomoćnika državne tajnice za afričke poslove Constance Berry Newmana, bivšeg predsjednika Republikanske stranke Franka J. Fahrenkopfa i članove Senata i američkog Zastupničkog doma te pojedince iz privatnog sektora s iskustvom u međunarodnim odnosima.

## Suradnici
IRI surađuje sa sljedećim organizacijama: 
- Ministarstvom vanjskih poslova Sjedinjenih američkih država  (United States State Department)
- američkom agencijom za međunarodni razvoj (United States Agency for International Development)
- Zakladom nacionalne demokracije (National Endowment for Democracy)
- Nacionalnim demokratskim institutom za međunarodne poslove (National Democratic Institute for International Affairs)
- Međunarodnom zakladom za izborne sustave (International Foundation for Election Systems)
- Kućom Slobode (Freedom House)

U Europi, IRI je uspostavio partnerstvo s Europskom pučkom strankom (EPP).

## Mreža europskih političkih zaklada i instituta
EPPFI mreža obuhvaća predstavnike političkih stranaka iz država središnje i istočne Europe kako bi se usredotočili na tri različita područja djelovanja: razvoj politike, političko obrazovanje i međunarodni angažman. Putem redovitih sastanaka, članovi mogu podijeliti i razraditi nove strategije za buduću suradnju.

## Regionalni direktor za Europu
Jan Surotchak se pridružio IRI-u 1994. godine i trenutno je regionalni direktor za Europu. On nadgleda IRI programe u baltičkim zemljama, središnjoj i jugoistočnoj Europi i Turskoj.
Od 2003. godine Surotchak je direktor IRI-a regionalnog programa za srednju i istočnu Europu, sa sjedištem u Bratislavi u Slovačkoj. Program djeluje u 17 zemalja (Albanija, Bosna i Hercegovina, Bugarska, Hrvatska, Češka, Estonija, Mađarska, Kosovo, Latvija, Litva, Makedonija, Crna Gora, Poljska, Rumunjska, Srbija, Slovačka i Slovenija) s ciljem jačanja političkih stranka i vladinih institucija. Jan Surotchak upravlja IRI-jevim vodstvom Instituta srednje i istočne Europe, EPPFI-om, Institutom za mrežu i Citycraft Institutom.

## Vanjske poveznice
- Službena stranica Međunarodnog republikanskog instituta  Arhivirana inačica izvorne stranice od 23. siječnja 2015. (Wayback Machine) (engl.)